# Pusei
Pusei, auch Phusikos, Fusicus, Pusicius, Pûsai oder Pusai genannt († 14. April 344 im Sassanidenreich), war ein persischer Kuropalates, also ein leitender Angestellter im königlichen Palast. Er war Weber und mit der Leitung der königlichen Werkstätten betraut. Pusei gilt als christlicher Märtyrer und wird von verschiedenen christlichen Konfessionen als Heiliger verehrt beziehungsweise als denkwürdiger Glaubenszeuge angesehen. Er gehört zur Gruppe der 31 seligen Märtyrer von Persien.

## Leben

### Aufstieg
Puseis Vorfahren waren Griechen. Sein Vater war aus Antiochia nach Persien verschleppt worden. Pusei selbst war von Geburt an Christ und lebte auf Befehl des Königs Schapur II. in Beh Schâpûr. Er hatte eine Perserin geheiratet, sie zu seinem Glauben bekehrt und auch seine Kinder christlich erzogen. Pusei galt als sehr tüchtiger Handwerker, Weber und Goldsticker. Als die Stadt Karkâ de Lêdân erbaut wurde, wurde Pusei mit seiner gesamten Familie, ebenso wie andere Nachfahren von Kriegsgefangenen sowie 30 Familien aus allen Teilen des Sassanidenreiches, hierhin umgesiedelt. Die Nachfahren der Kriegsgefangenen sollten durch die daraus resultierende Vermischung der Bevölkerung an ihre neue Heimat gebunden werden. Eine andere, vom König ungewollte Folge war die Weitergabe des Christentums an zuvor nichtchristliche Bevölkerungsgruppen. Puseis Werkstatt lag in der Nähe des königlichen Palastes, wo Schapur eine Genossenschaft von Handwerkern aus allen Teilen des Reiches einrichtete. Pusei genoss, nachdem er diesem empfohlen wurde, auch Ansehen beim König selbst, der ihn nach kurzer Zeit zum Oberaufseher aller Handwerker machte, zunächst in der Hauptstadt, später im ganzen Reich.

### Christenverfolgung
Nur wenige Tage nach dieser letzten Beförderung Puseis im Jahre 344 erließ der König eine Sondersteuer für Christen. Die Weigerung einiger Christen, diese Steuer zu zahlen, führte zu einer Christenverfolgung. Da sie angeblich mit den Griechen gegen das Perserreich paktierten, wurden auch der Katholikos und Bischof von Seleukia-Ktesiphon, Simon bar Sabbae, und die Priester Habdelai (Abdechalas, Abdchaikla) und Ananias (Hannanja) angeklagt. Ananias war Priester der Hauptkirche von Seleukia in BêtArâmâjê. Vom Bischof wurde verlangt, zum Zoroastrismus zu konvertieren und die Sonne anzubeten. Seine Weigerung führte zu seiner Inhaftierung. In einem Zug von 103 Verurteilten, zu denen auch die Metropoliten gehörten, mit denen er voranging, wurde er in Gefangenschaft geführt. Dieser Zug begegnete Pusei, der die Handwerker in der Stadt Schadbûr (aramäisch Râmâ) besuchen sollte. Pusei folgte dem Zug.
Der Palastvorsteher und Obereunuch Gûhaschtâzâd (Usphazanes, Usthazanes), Ratgeber des Königs, hatte sich nach einer Anzeige zuvor bereits vor dem König vom Christentum distanziert und zum Zoroastrismus bekehrt, bereute angesichts der Haltung des Bischofs und nach dessen mehrfacher Ermahnung nun aber seine Entscheidung und bekannte sich wieder öffentlich und auch vor dem König zu seiner früheren Religion. Dies führte zu seiner Enthauptung am Gründonnerstag, dem 12. April 344. Damit war er der erste einer langen Reihe von Märtyrern. (Eine abweichende Überlieferung verlegt Gûhaschtâzâds Tod auf den Karfreitag und nach Adiabene. Als Richter wird dort Ardaschir II. angegeben, der zum dort angegebenen Zeitpunkt örtlicher Kleinkönig war.)
Die gefangenen Christen verbrachten die Nacht im Gefängnis im Gebet. Am Karfreitag vor 7 Uhr morgens wurden sie vor der Pforte des Königspalastes vor Gericht gestellt. Die Verhandlung leitete der Großmôpêd, der Oberste Richter, der die Angeklagten noch einmal dazu aufforderte, zum Zoroastrismus zu konvertieren. Um 9 Uhr morgens wurde Simon gesondert dem König persönlich vorgeführt. Schapur versprach Simon die Freilassung aller Gefangenen, falls nur dieser konvertieren würde. Da sich Simon weiter weigerte, sprach der König mittags das Todesurteil gegen alle Gefangenen aus; Simon ging voran zur Richtstätte, betete und sprach seinen Mitgefangenen Mut zu. Die Hinrichtungen erfolgten nacheinander mit dem Schwert durch zehn Henker. Hunderte von Personen, die meisten weitere gefangene Christen, waren anwesend, daneben auch Pusei und andere hohe Beamte. Von den Hinzurichtenden waren um 15 Uhr nur noch Habdelai, Ananias und Simon übrig.

### Verhaftung
Als Ananias an die Reihe kam, man ihn auszog und fesselte, zitterte er. Der Grund dafür war sein Alter, Pusei hielt es aber für ein Zeichen von Angst und ermutigte ihn mit den Worten: „Sei stark, Hannanja, fürchte dich nicht; schließe deine Augen ein wenig und du siehst das Licht Christi!“
Damit war klar, dass auch er der verfolgten Religion angehörte. Der Richter und die Kommissäre waren erstaunt darüber, dass dies bei einer so verdienten Person der Fall sein konnte. Nun wurde auch Pusei sofort verhaftet. Der Großmôpêd fragte Pusei, ob er Christ sei, woraufhin dieser sagte, dass seine Äußerung gegenüber Ananias diese Frage bereits beantwortet habe. Dann wollte der Richter wissen, ob er missioniert worden oder im christlichen Glauben aufgewachsen sei. Pusei bejahte Letzteres. Pusei wurde inhaftiert, während seine Aussage dem König überbracht wurde.
Simon starb als Letzter. Die Gesamtzahl der an diesem Karfreitag im Perserreich hingerichteten Christen wird mit 1000 angegeben. Die Leichen der Verurteilten wurden in der Nacht von christlichen Römern, die als Gefangene die Stadt nicht verlassen durften, entwendet und begraben.
Da der König zuvor Pusei gegenüber sehr positiv eingestellt war, besprach er sich über seinen Fall mit dem Großmôpêd, als ihm Puseis Aussagen am Morgen des Karsamstags überbracht wurden. Auch der König zeigte sich erstaunt darüber, dass Pusei Christ war und bereute die Verantwortung und die Ehrungen, mit denen er ihn überhäuft hatte. Schapur vertrat die Ansicht, Pusei habe sich vom Christentum abwenden müssen, als seine Abneigung dagegen durch die Verfolgung deutlich wurde und betrachtete das Festhalten Puseis am Christentum als persönlichen Angriff. Schapur beabsichtigte, Pusei dazu zu bringen, seinen Glauben zu widerrufen und ein Sonnenopfer darzubringen, andernfalls müsse Pusei noch am selben Tag sterben.

### Verhandlung
Er ließ sich Pusei vorführen, der vor ihm niederfiel. Der König drückte seine Verärgerung darüber aus, dass Pusei seine Befehle nicht achten würde. Pusei, der sich in seiner Formulierung dabei als Diener Gottes bezeichnete, beteuerte seine Hochachtung dem König gegenüber. Schapur argumentierte, wenn Pusei ihn achtete, hätte er seine Achtung bei den Göttern, nicht bei Gott beteuert. Pusei verwies auf seinen christlichen Glauben. Der König bezweifelte erneut Puseis Hochachtung ihm gegenüber, da er ihm seinen verbotenen Glauben offen ins Gesicht bekannt hatte. Pusei verwies nun auf seine christliche Erziehung und bezeichnete seinen Glauben als seinen Lebensinhalt. Schapur verbot Pusei nun direkt das christliche Bekenntnis, was dieser ablehnte. Der König bezichtigte Pusei nun der Respektlosigkeit. Pusei beteuerte seine Unterwürfigkeit dem König gegenüber. Schapur fragte nun, wie er dann die verhasste Religion vor ihm bekennen könne. Pusei zitierte nun die Worte Jesu „Wer sich meiner und meiner Worte schämt, dessen wird sich auch der Menschensohn schämen.“ und ergänzte, dass der König das Christentum zwar hassen möge, Gott es aber liebe. Der König äußerte seinen Unmut darüber, dass Pusei es nun auch noch wagte, Bibelzitate zu verwenden. Pusei antwortete, dass er ständig über die heiligen Schriften nachsinne.
Der König zeigte sich sehr verärgert und befragte die Unterkönige und Beamten nach ihrem Urteil, die Pusei tausendfachen Tod wünschten. Schapur wiederholte noch einmal, wie verärgert er über eine solche Reaktion eines von ihm Geehrten sei, der sogar aus den verbotenen Bücher vor ihm zitierte und eine größere Unverschämtheit als die christlichen Bischöfe zeigte, als er einem von diesen Mut zusprach. Die Anwesenden wiederholten ihr Urteil.
Pusei fragte nach dem Grund für das Todesurteil. Schapur begründete es mit den Worten, die Pusei zu dem Todeskandidaten gesagt hatte, der anscheinend bereit war, zu bereuen. Pusei bat um Wiederholung der genauen Worte. Der Großmôpêd wiederholte seinen Bericht und betonte, dass Pusei die Verurteilten davon abgehalten habe, zu bereuen. Der König fragte Pusei, ob der Bericht der Wahrheit entspräche. Pusei bejahte das, bis auf die Aussage, der Priester sei bereit gewesen, vom Christentum abzufallen. Er führte dessen Zittern nun auch auf körperliche Gründe zurück. Der König fragte noch einmal nach, ob sich Pusei zu seinen Worten bekenne. Dieser bestätigte es und sagte aus, er würde dieselben Worte zu jedem verfolgten Christen sagen, wenn er lange genug leben würde. Schapur antwortete, Pusei werde noch vieles sagen können, wenn er am Leben bliebe. Dieser sagte, wenn er stürbe, würden seine Worte noch schwerer wiegen. Der König wies Pusei auf die Ehre hin, die er ihm mit seiner Beförderung und der damit verbundenen Entsendung zu den Handwerkern zuteilwerden ließ. Pusei antwortete, ein herrliches Schauspiel habe ihn von diesem Dienst abgehalten. Gefragt, was er meine, berichtete er von dem Zug der späteren Märtyrer, deren Todesbereitschaft er bewunderte. Schapur bezeichnete die Märtyrer als Toren. Pusei entgegnete, wer Gott diene, sei nicht als Tor zu bezeichnen. Der König zeigte sich verärgert, dass Pusei nun auch noch für die anderen Christen sprach und drohte ihm mit dem Tod. Pusei antwortete, er sei bereit zu sterben, um die Wahrheit über seine Glaubensgenossen zu sagen. Schapur fragte, warum Pusei seine Ehre verschmäht habe. Dieser antwortete, das sei nicht der Fall, dass er aber auch Ehre von Gott erwarte. Der König entgegnete, jeder Christ lehne seine Ehre ab. Pusei antwortete, auch dies sei nicht der Fall, die Christen würden nur Gott als Gott und den König als König ehren wollen; eine Differenzierung, die Schapur aber nicht zuließe. Deshalb würden die Christen ihn nicht in der gewünschten Form ehren und die Ehre Gottes in den Mittelpunkt stellen. Der König verschärfte seine Aussage und meinte, alle Christen würden ihn hassen. Pusei vertrat die Ansicht, das Gegenteil sei der Fall. Schapur sah es aber als feindlichen Akt an, dass sein Befehl des Übertritts zum Zoroastrismus von den Christen missachtet wurde. Pusei meinte dazu, die Christen seien dem König in Allem gehorsam, das nicht dem Willen Gottes widersprach.

### Hinrichtung
Da Pusei in der Glaubensfrage nicht nachgab, wurde er noch am selben Tag zu der Uhrzeit, zu der er am Vortag Ananias Trost gespendet hatte, hingerichtet. Er wurde dazu bäuchlings auf den Boden gelegt und der Henker kniete sich auf ihn. Dann wurde Pusei der Hals vollständig aufgeschnitten und die Zunge an der Wurzel herausgerissen, wobei der Tod eintrat, ferner wurde ihm die Haut abgezogen.

## Nachfolgende Ereignisse
Puseis Leiche wurde bewacht, damit nicht auch diese entwendet würde. Den Märtyrerakten zufolge kam ein Unwetter auf, das den Himmel verfinsterte und große Hagelkörner niedergehen ließ, woraufhin die Wächter flohen. Einer derer, die in der vorhergehenden Nacht die Leichen der Märtyrer geborgen hatte, steckte Puseis Leiche in einen Sack und lud diesen auf einen Esel. Er brachte Puseis Körper zu einer Reklusin, deren Klause sich im Hause ihrer Familie befand, wo Pusei beerdigt wurde.
In den Tagen ab Karsamstag starben noch einmal 100 bis 150 Christen, unter ihnen Azates, ein Eunuch und hoher Hofbeamter, und Simons Schwester Pherbutha (Tarbula). Auch Puseis Tochter Askitrea (Marta), eine gottgeweihte Jungfrau, wurde verraten und festgenommen. Ihre Anklage erfolgte am Ostersonntag, auch sie wurde vom Großmôpêd verhört. Sie wurde vom König vor die Wahl gestellt, die Sonne anzubeten oder zu heiraten, um ihre Freiheit zurückzuerhalten. Der Hintergrund dabei war, dass der König ein Gegner zölibatärer Lebensformen war, wie sie bei Manichäern und christlichen Orden zu finden waren. Auch hier sind die Gespräche zwischen der Angeklagten und dem Großmôpêd in den Märtyrerakten überliefert. Der König sprach auch ihr das Todesurteil aus. Ihre Hinrichtung sollte am selben Ort wie die ihres Vaters erfolgen. Es sollen Tausende meist christliche Zuschauer zugegen gewesen sein. Askitrea musste sich in eine Grube legen, was sie den Märtyrerakten zufolge bereitwillig tat. Dann wurde sie enthauptet. Auch ihre Leiche wurde bewacht. Erst am Osterdienstag konnte ein Christ die Wächter bestechen und die Leiche mitnehmen. Askitrea wurde neben ihrem Vater beerdigt.
Die nächsten Bischöfe von Seleukia-Ktesiphon, Schalidoste (Schahdost, ca. 341 – ca. 345) und Bar Baschmin (ca. 345 – ca. 350), erlitten das gleiche Schicksal; in den darauffolgenden 14 Jahren (ca. 350 – ca. 363) sollte der Posten unbesetzt bleiben. Die Gesamtzahl der Hinrichtungen liegt bei 16000, verbunden mit einer Massenflucht von Christen aus Persien.
Bischof Marutha von Martyropolis übertrug an einem 16. Februar vor dem Jahr 420 die Reliquien der am Karfreitag Hingerichteten in seine Stadt. Das Grab Puseis und Askitreas wurde für viele Jahre in Ehren gehalten. Im Jahre 428 kam es allerdings zu einem Streit in der Familie, welcher das Grundstück gehörte. Der zuständige Bischof Saumai von Karka hörte davon und ließ die Reliquien in eine Kirche überführen, in der sich bereits viele Reliquien befanden.

## Gedenktage
- evangelisch: 9. März im Evangelischen Namenkalender
- römisch-katholisch: 18. April
- Melkiten: 30. April
- orthodox: 17. April
- syrisch-orthodox: Freitag nach Ostern
- Assyrische Kirche des Ostens (Puseis Kirche): Freitag nach Ostern
- armenisch: 13. April